# David Páez
David Páez Picón es un jugador de hockey sobre patines argentino, que actualmente juega en el Concepción CPSan Juan. Es hermano de José Luis Páez y Carlos Páez.
David nació en San Juan (Argentina), el 9 de diciembre de 1975. El Concepción CP fue su primer club hasta que en el año 1992 fichó por el equipo italiano Roller Monza. Tres años más tarde, decidió abandonar la entidat transalpina y firmó contrato con el CP Alcobendas. Finalmente, en 1997 se incorpora al club que le ha dado más títulos y prestigio, el Barcelona. Paralelamente, ha disputado numerosos partidos con la selección de Argentina, hasta el punto de haber conquistado el Mundial en 1999.
Páez no solo ha conseguido trofeos de equipo, sino que también puede presumir de haber acumulado diferentes premios individuales. Algunos de estos reconocimientos son el Premio Clarín al mejor jugador del Mundial, disputado en la ciudad alemana de Wuppertal en 1997, y el de jugador más destacado del Torneo Ciudad de Vigo y del Mundial de 2003.

## Participaciones en Mundiales
| # | Mundial        | Sede                | Posición  |
| - | -------------- | ------------------- | --------- |
| 1 | Italia 1993    | Lodi y Monza        | 3º Puesto |
| 2 | Alemania 1997  | Wuppertal           | 2º Puesto |
| 3 | España 1999    | Reus                | 1º Puesto |
| 4 | Argentina 2001 | San Juan            | 2º Puesto |
| 5 | Portugal 2003  | Oliveira de Azemeis | 4º Puesto |
| 6 | Argentina 2011 | San Juan            | 2º Puesto |
| 7 | Francia 2015   | La Roche-sur-Yon    | 1° Puesto |

- Datos: Q3018661